# Engel (singel)
Engel (niem. anioł) – jeden z najpopularniejszych utworów grupy Rammstein. W teledysku pojawia się nawiązanie do filmu Od zmierzchu do świtu Roberta Rodrigueza. Jest to także jeden z singli promujących płytę Sehnsucht. Piosenka cieszy się dużą popularnością wśród fanów, cechuje się nieco innym stylem od reszty utworów wykonywanych przez zespół. Piosenka znalazła się na ścieżce dźwiękowej filmu Mortal Kombat 2: Unicestwienie z 1997 roku.
Obok „Du hast” i „Amerika” jest to jedyny utwór Rammsteinu, który doczekał się wersji w języku angielskim, która jednak przeszła bez echa i nie była w stanie dorównać niemieckojęzycznemu pierwowzorowi. Jako jedną z przyczyn takiego stanu rzeczy podaje się fakt, że Tillowi Lindemannowi nie najlepiej wychodzi śpiewanie po angielsku, lepiej radzi sobie z hiszpańskim i rosyjskim.
Nie licząc przeróbek z singla, utwór doczekał się jeszcze wersji w wykonaniu orkiestry i żeńskiego chóru (Scala & Kolacny Brothers), którą usłyszeć można pod koniec koncertu Völkerball – towarzyszy ona napisom końcowym.

## Lista utworów na singlu
1. „Engel”
2. „Sehnsucht”
3. „Rammstein” (Eskimos & Egypt radio edit)
4. „Rammstein” (Eskimos & Egypt instrumental)
5. „Rammstein” (original)

### Wersja Promocyjna USA
1. „Engel”
2. „Engel” (English Version)
3. „Sehnsucht”

### Fan-Edition
1. „Engel” (extended version)
2. „Feuerräder” (live demo version 1994)
3. „Wilder Wein” (demo version 1994)
4. „Rammstein” (Eskimos & Egypt instrumental)